# Кантаро Судзуки
Барон Кантаро Судзуки (на японски: 鈴木貫太郎) е японски адмирал и 42-ри министър-председател на островната страна. Той играе ключова роля в това Япония да приеме Потсдамската декларация и да подпише пълна капитулация, с което се слага край на Втората световна война.

## Ранни години
Кантаро Судзуки е роден в село Кудзе, префектура Идзуми (дн. Сакаи, префектура Осака) в семейството на самурай от владението Секиядо, но израства в град Нода, префектура Чиба.

## Във Военноморските сили
През 1884 г. Сузуки постъпва в 14-ия клас на Императорската военноморска академия, откъдето се дипломира в 1888 г. и служи последователно като мичман на корветите „Цукуба“, „Тинрю“ и крайцера „Такачихо“. След като е произведен в мичман първи ранг е изпратен на бойния кораб „Амаги“, а по-късно прехвърлен на корветите „Такао“, „Джингей“, броненосеца „Конго“ и бойния кораб „Мая“. През 1892 г. става лейтенант и заема поста главен щурман на корветите „Каймон“, „Хиеи“ и „Конго“. През Първата китайско-японска война Судзуки командва торпеден катер и участва в нощния торпеден бой при Уейхайуей. Впоследствие е повишен в службата и изпратен за военноморски аташе в Германия (1901 – 1903). След връщането си в Япония е повишен в капитан трети ранг и изпратен за помощник-командир на Касуга. През Руско-японската война Судзуки командва Втора (1904) и Четвърта дивизия разрушители (1905), която превозва оцелелите от ескадрата, организирала блокадата на Порт Артур. Назначен е за помощник-командир на крайцера „Касуга“ на 26 февруари 1904 г., с който участва в битката при Цушима. След войната командва разрушителя „Акаши“ (1908), крайцера „Соя“ (1909), броненосеца „Шикишима“ (1911) и крайцера „Цукуба“ (1912). На 23 май 1913 г. е произведен в чин контраадмирал и назначен за командир на военноморския окръг Майдзуру. През 1914 – 1917 г. Судзуки е зам.-министър на военноморския флот. На 1 юни 1917 г. е повишен във вицеадмирал, а в началото на 1918 г. командва крайцерите „Асама“ и „Ивате“ по време на плаването им до Сан Франциско. След като работи последователно като комендант на Императорската военноморска академия, командир на Втори и Трети флот и командир на военноморския окръг Куре, на 3 август 1923 г. Судзуки е произведен в чин адмирал. През 1924 г. той става командващ обединения флот на Япония, а от 1925 до 1929 г. е началник на Генералния щаб на Японския императорски военноморски флот. През 1929 г. Судзуки излиза в запаса и е назначен на велик шамбелан и член на Тайния съвет. По време на т.нар. Инцидент от 26 февруари 1936 г. срещу Судзуки е извършено покушение и макар да оцелява изстреляният срещу него куршум остава до края на живота в тялото му.

## Министър-председател
Сузуки се противопоставя на война със САЩ преди и по време на Втората световна война и това е главната причина на 7 април 1945 г., след битката при Окинава и последвалата оставка на премиера Куниаки Коисо именно той да бъде назначен за негов наследник. На премиерския пост Судзуки допринася за окончателните мирни преговори със съюзниците. Той очертава условията пред император Хирохито, който вече се е съгласил на безусловна капитулация. Това се оказва в остро противоречие с вижданията на военната фракция в кабинета, които настояват за продължаване на бойните действия, надявайки се да договорят по-благоприятен мир. Привърженици на тези кръгове правят нови два опита за покушение срещу Судзуки на 15 август 1945 г. След като капитулацията става обществено достояние Судзуки подава оставка. Умира от старост и е погребан в родния си град Нода (префектура Чиба). Има двама сина, единият от които става директор на японските имиграционни служби, а другият е проспериращ адвокат.